# 春日井市東部市民センター
春日井市東部市民センター（かすがいしとうぶしみんセンター）は、愛知県春日井市中央台2丁目2-1にある複合公共施設。

## 概要
1983年（昭和58年）6月1日開館。1968年（昭和43年）に入居が開始された高蔵寺ニュータウンの「中心施設」とされる。春日井市役所出張所、公民館、ホール（495席）の機能を有する。

## 歴史
高蔵寺ニュータウンは1968年（昭和43年）に入居が開始されたニュータウンであり、1974年（昭和49年）には中央台への入居が開始された。愛知県最大規模のニュータウンではあるが、ワンセンター方式が採用されている。1976年（昭和51年）には中央台に大型ショッピングセンターであるサンマルシェが開店し、1983年（昭和58年）6月1日にはサンマルシェの300m北側に東部市民センターが開館した。2018年（平成30年）3月19日までは東部市民センター図書室があったが、4月1日にグルッポふじとうに移転した。

## 建築
設計は黒川建築事務所、施工は岐建木村。建物はホール棟と公民館棟の2つの部分に分かれており、ホール棟は曲面の外壁を持つが、公民館棟は箱型の建物である。傾斜地にあることから、公民館棟のメイン入口は2階。